# 마리아노 안두하르
마리아노 곤살로 안두하르(스페인어: Mariano Gonzalo Andújar, 1983년 7월 30일 ~)는 아르헨티나의 축구 선수이다.

## 수상 경력
에스투디안테스
- 아르헨티나 프리메라 디비시온:2006
- 코파 리베르타도레스:2009